# Alfonso Patiño Gómez
Alfonso Patiño Gómez (Ciudad de México, 18 de agosto de 1910 - ibídem, 1977) fue un periodista, productor, director y guionista cinematográfico mexicano.

## Estudios y periodismo
Realizós sus estudios en la Escuela Nacional Preparatoria. En 1930 comenzó a colaborar como periodista para el periódico La Prensa, tres años más tarde se especializó en el periodismo cinematográfico siendo cofundador con Antonio J. Olea de El Cine Gráfico, periódico que dirigió hasta 1937.

## Trayectoria en el cine
En 1926 filmó el cortometraje Mi hombre para Pathé Baby y en 1933 participó como actor en el proyecto cinematográfico inconcluso ¡Que viva México!. En 1938 inició su trabajo como guionista colaborando con los diálogos de la película Pescador de perlas que dirigió Guillermo ''Indio'' Calles. A partir de entonces se dedicó por completo a la industria cinematográfica como guionista, productor y director. 
Colaboró para la compañía cooperativa Alianza Cinematográfica S.A. y participó en la creación del Sindicato de Trabajadores de la Producción Cinematográfica. Fue director general de Estudios América.

## Flimografía

### Como guionista o adaptador
| - Los bandidos de Río Frío en 1938, de la novela homónima de Manuel Payno. - Un domingo en la tarde en 1938, de la novela Amor y gloria de Joaquín Pablos. - Cinco minutos de amor en 1941. - Los dos pilletes en 1942, de la novela Les deus gosses de Pierre de Courelles. - Dulce madre mía en 1943, del cuento Marco, de los Apeninos a los Andes de Edmundo de Amicis. - El médico de las locas en 1944. - Adiós, Mariquita linda en 1944. - Voces de primavera en 1947. - Albur de amor en 1947. - Pito Pérez se va de bracero en 1948, sobre el personaje de la novela La vida inútil de Pito Pérez de José Rubén Romero. - ¡Ay, Palillo no te rajes! en 1948. - Cuando baja la marea en 1948. - Canta y no llores en 1949. | - Sentencia en 1950. - El amor no es ciego en 1950. - Nosotras las taquígrafas en 1950. - Viajera en 1952. - Cuatro contra el imperio en 1957. - Música en la noche en 1958. - Música de siempre en 1958. - Las rosas del milagro en 1960. - Una canción para recordar en 1960. - Las canciones unidas en 1960. - México lindo y querido en 1961. - En cada feria un amor en 1961. |

### Como productor
| - La china Hilaria en 1938. - Cinco minutos de amor en 1941. - Cuando baja la marea en 1949. - Nosotras las taquígrafas en 1950. - Rostros olvidados en 1952. - Los Fernández de Peralvillo en 1954. - Ensayo de un crimen en 1955. - El túnel 6 en 1955. | - Pueblo, canto y esperanza en 1956. - Cuatro contra el imperio en 1957. - Música en la noche en 1958. - Música de siempre en 1958. - Las rosas del milagro en 1960. - Una canción para recordar en 1960. - Las canciones unidas en 1960. - México lindo y querido en 1961. |

### Como director
| - Carne de cabaret en 1941. - Cinco minutos de amor en 1941. - Los dos pilletes en 1942. - Dulce madre mía en 1943. - El médico de las locas en 1944. - Adiós Mariquita linda en 1944. - Albur de amor en 1947. - Pito Pérez se va de bracero en 1948. | - ¡Ay, Palillo no te rajes! en 1948. - Cuando baja la marea en 1949. - Canta y no llores en 1949. - El amor no es ciego en 1950. - Viajera en 1952. - Elvira en 1955. - Las canciones unidas en 1960. |